# Megalobulimus mogianensis
Megalobulimus mogianensis é uma espécie de caracol, um molusco pulmonado que pertence à família Megalobulimidae, gênero Megalobulimus, encontrado no município de Santa Rita do Passa Quatro e São Joaquim da Barra, no estado de São Paulo, Brasil.